# Journée internationale du sport féminin
La Journée internationale du sport féminin est une journée internationale créée en 2014.

## Présentation
Constatant la sous-médiatisation du sport féminin, le Conseil supérieur de l'audiovisuel français lance en collaboration avec le Comité national olympique et sportif français la journée internationale du sport féminin dont l'objectif est de permettre au sport féminin de gagner en visibilité et de contribuer à sa meilleure représentation dans les médias.

## Objectifs
Cette opération de médiatisation s'organise autour de 4 grands objectifs :
- le développement de la pratique féminine du sport ;
- la présence des femmes dans les instances dirigeantes sportives ;
- l’économie du sport féminin ;
- la médiatisation du sport féminin.

## Parrains, partenaires et soutiens
Les parrains de l'opération sont :
- l'escrimeuse multi-médaillée Laura Flessel-Colovic ;
- le présentateur Nelson Monfort.

Les partenaires et soutiens de l'opération sont :
- le ministère des Sports ;
- le secrétariat d'État à l'Égalité entre les femmes et les hommes.
- le Comité National Olympique et Sportif Français ;
- le Comité Paralympique et Sportif Français ;
- l'association Femix Sports.

## Conséquences sur la visibilité du sport féminin
La mise en place de cette journée a eu un impact sur la visibilité du sport féminin, :
- l'augmentation du volume horaire des retransmissions sportives à la télévision consacrées au sport féminin : 7 % en 2012, 14 % en 2014 et de 16 % à 20 % en 2016[4] ;
- les succès d'audience de plusieurs événements sportifs féminins :
  - 5,6 millions de téléspectateurs devant la finale de l'épreuve des plus de 78 kg femmes en judo des Jeux olympiques d'été de 2016 à Rio ;
  - 4,1 millions de téléspectateurs devant le quart-de-finale Allemagne-France de la coupe du monde féminine de football en 2015 au Canada ;
  - 4,3 millions de téléspectateurs (avec un pic à 6,9 millions en fin de match) devant la finale du championnat du monde de handball féminin en 2017 en Allemagne, soit 25 % des parts d’audience.